# Quantico (televíziós sorozat)
A Quantico egy 2015 és 2018 között vetített amerikai televíziós sorozat. A műsor alkotója Joshua Safran, a történet pedig az FBI kiképzőhelyeként szolgáló Quanticoban játszódik, ahol az egyik hallgatót egy terrorista támadás elkövetésével vádolják, ezért menekülnie kell. A főszereplőt Priyanka Chopra alakítja, de megtalálható még a sorozatban többek közt Josh Hopkins, Jake McLaughlin, Aunjanue Ellis és Yasmine Al Massri.
A sorozatot az Amerikai Egyesült Államokban az ABC adta le 2015. szeptember 27. és 2018. augusztus 3. között, Magyarországon először az AXN mutatta be 2016. szeptember 6-án és az első két évadot adták le, a harmadik évad premierje a Sony Maxon volt 2018. szeptember 19-én.

## Cselekménye
A történet két szálon fut: a jelenben, a new york-i Grand Central állomáson történt terrortámadás után, és a múltban, az FBI quantico-i kiképzőközontjában. A sztori középpontjában az egyik újonc, Alex Parrish áll, aki azért jelentkezik a szervezethez, hogy az ügynökként dolgozott apjával kapcsolatos kérdésekre kapjon választ. Azonban őt vádolják meg a grand centrali támadás elkövetésével, amit vélhetően egyik volt évfolyamtársa követett el, ezért miközben menekül igyekszik fényt deríteni az igazi tettesre.

## Szereplők
| Szereplő                | Színész           | Magyar hang        |
| ----------------------- | ----------------- | ------------------ |
| Alex Parrish            | Priyanka Chopra   | Bogdányi Titanilla |
| Liam O'Connor           | Josh Hopkins      | Zöld Csaba         |
| Ryan Booth              | Jake McLaughlin   | Horváth Illés      |
| Miranda Shaw            | Aunjanue Ellis    | Makay Andrea       |
| Nimah Amin / Raina Amin | Yasmine Al Massri | Sallai Nóra        |
| Shelby Wyatt            | Johanna Braddy    | Bálizs Anett       |
| Simon Asher             | Tate Ellington    | Czető Roland       |
| Caleb Haas              | Graham Rogers     | Előd Álmos         |

## Epizódok
| Évad | Évad | Részek száma | Részek száma | Eredeti sugárzás     | Eredeti sugárzás   | Eredeti adó | Magyar sugárzás     | Magyar sugárzás   | Magyar adó |
| Évad | Évad | Részek száma | Részek száma | Évadbemutató         | Évadzáró           | Eredeti adó | Évadbemutató        | Évadzáró          | Magyar adó |
| ---- | ---- | ------------ | ------------ | -------------------- | ------------------ | ----------- | ------------------- | ----------------- | ---------- |
|      | 1.   | 22           | 22           | 2015. szeptember 27. | 2016. május 15.    | ABC         | 2016. szeptember 6. | 2017. január 20.  | AXN        |
|      | 2.   | 22           | 22           | 2016. szeptember 25. | 2017. május 15.    | ABC         | 2017. szeptember 4. | 2018. január 29.  | AXN        |
|      | 3.   | 13           | 13           | 2018. április 26.    | 2018. augusztus 3. | ABC         | 2018. szeptember 9. | 2018. október 21. | Sony Max   |

## Díjak és jelölések
| Év   | Díj                    | Kategória                                    | Jelölt          | Eredmény |
| ---- | ---------------------- | -------------------------------------------- | --------------- | -------- |
| 2016 | People's Choice Awards | Kedvenc színésznő új televíziós sorozatban   | Priyanka Chopra | Elnyerte |
| 2016 | People's Choice Awards | Kedvenc új televíziós drámasorozat           | Quantico        | Jelölve  |
| 2016 | Teen Choice Awards     | Choice TV: Breakout Star                     | Priyanka Chopra | Jelölve  |
| 2016 | Teen Choice Awards     | Choice Breakout Series                       | Quantico        | Jelölve  |
| 2017 | People's Choice Awards | Kedvenc színésznő televíziós drámasorozatban | Priyanka Chopra | Elnyerte |
| 2017 | People's Choice Awards | Kedvenc televíziós drámasorozat              | Quantico        | Jelölve  |